# Кинельский (Самарская область)
Кинельский — посёлок в Кинельском районе Самарской области. Административный центр сельского поселения Кинельский.

## История
В 1973 году указом Президиума Верховного Совета РСФСР посёлку центральной усадьбы совхоза «Кинельский» присвоено наименование Кинельский.

## Население
| 2010 |
| ---- |
| 1715 |

## Улицы
| - ул. 40 лет Победы, - ул. Абрикосовая, - ул. Берёзовая, - ул. Виноградная, - ул. Вишнёвая, - ул. Восточная, - ул. Грушевая, - ул. Западная, - пер. Зелёный, | - ул. Земляничная, - ул. Малиновая, - ул. Мирная, - ул. Набережная, - пер. Новый, - ул. Полевая, - ул. Приозёрная, - ул. Рабочая, - ул. Светлая, | - ул. Степная, - пер. Степной, - ул. Строителей, - ул. Тенистая, - пер. Тихий, - ул. Транспортная, - ул. Южная, - ул. Яблоневая, - ул. Ясная. |